# Световен съюз на националсоциалистите
Световен съюз на националсоциалистите (на английски: World Union of National Socialists, WUNS) е организация на неонацистките политически организации (партии и др.) по света.

## История

### Формиране
Движението се появява, когато лидерът на Американската нацистка партия Джордж Линкълн Рокуел посещава Англия и се среща с командващия Националсоциалистическото движение Колин Джордан, където двамата се съгласяват да работят за изграждането на международна връзка между движенията. Това води до Декларацията от 1901 г. на Котуолд, която е подписана от неонацисти от САЩ, Обединеното кралство, Франция, Западна Германия, Австрия и Белгия. Повече държави членки се присъединяват по-късно през цялото десетилетие, включително Аржентина, Австралия, Чили, Ирландия, ЮАР и Япония.

### Разцепване
След убийството на Рокуел през 1967 г. контролът върху WUNS е даден на Мат Коел, който се опитва да разшири влиянието на организацията като назначава датския неонацист Повл Риис-Кнудсен като генерален секретар. Все пак, разцеплението започва да се развива по настояването на Коел, че нацизмът също трябва да служи като религия и в крайна сметка той се откъсва от WUNS, за да води собствената си версия на нацистки мистицизъм. Разделянето основно отслабва WUNS и влиянието ѝ намалява силно, въпреки опитите на Джордан да го съживи. Той остава номиналният лидер на организацията до смъртта си през 2009 г., когато е последван от Кьол, който е титулярният лидер до смъртта си през 2014 г.

## Свързани групи
Няколко партии стават членове на WUNS или са приети за асоциирани членове през годините.

### Америка
Предвид ръководството на Рокуел и Коел, Американската нацистка партия и нейният наследник на Националсоциалистическата бяла народна партия са основните съставляващи групи на WUNS.
В Канада организацията е представена от Канадската нацистка партия, чийто лидер Уилям Джон Бити е шеф на WUNS в страната.
Той също така е активен в Южна Америка чрез Partido Nacionalsocialista Chileno, създадена в Чили от бившия щандартенфюрер Франц Пфейфер от 1-ва СС дивизия Лайбщандарт СС Адолф Хитлер, а Frente Nacional Socialista Argentino от Аржентина е асоциирана партия.

### Европа
Националсоциалистическото движение и неговият приемник Британско Движение са членове.
WUNS е представен в Дания от Датско националсоциалистическо движение. Нордическа имперска партия на Швеция запазва независимостта си, но си сътрудничи тясно с WUNS.
Бернхард Хаарде формира група на WUNS в Исландия, претендирайки за около 300 поддръжници. Той е брат на министър-председателя Гейр Хаарде.

### Океания
Националсоциалистическа партия на Нова Зеландия и Националсоциалистическата партия на Австралия са асоциирани с WUNS.